# Mineral Point (Wisconsin)
Mineral Point és una població dels Estats Units a l'estat de Wisconsin. Segons el cens del 2000 tenia 2.617 habitants.

## Demografia
Segons el cens del 2000, Mineral Point tenia 2.617 habitants, 1.092 habitatges, i 693 famílies. La densitat de població era de 335,7 habitants per km².
Dels 1.092 habitatges en un 29,6% hi vivien nens de menys de 18 anys, en un 51% hi vivien parelles casades, en un 8,9% dones solteres, i en un 36,5% no eren unitats familiars. En el 30,5% dels habitatges hi vivien persones soles el 13,2% de les quals corresponia a persones de 65 anys o més que vivien soles. El nombre mitjà de persones vivint en cada habitatge era de 2,33 i el nombre mitjà de persones que vivien en cada família era de 2,91.
Per edats la població es repartia de la següent manera: un 24,5% tenia menys de 18 anys, un 7,7% entre 18 i 24, un 28,8% entre 25 i 44, un 21,2% de 45 a 60 i un 17,7% 65 anys o més.
L'edat mediana era de 38 anys. Per cada 100 dones de 18 o més anys hi havia 86,2 homes.
La renda mediana per habitatge era de 43.182 $ i la renda mediana per família de 52.137 $. Els homes tenien una renda mediana de 31.750 $ mentre que les dones 23.396 $. La renda per capita de la població era de 21.097 $. Aproximadament el 3,8% de les famílies i el 4,9% de la població estaven per davall del llindar de pobresa.

## Poblacions més properes
El següent diagrama mostra les poblacions més properes.